# Kordel (Eifel)
Kordel település Németországban, Rajna-vidék-Pfalz tartományban. Lakosainak száma 2142 fő (2023. december 31.). Kordel Newel és Welschbillig községekkel határos.

## Népesség
A település népességének változása:
| Lakosok száma | 2397 | 2088 | 2057 | 2144 | 2159 | 2142 |
|               | 1975 | 2017 | 2019 | 2021 | 2022 | 2023 |